# The Walk. Sięgając chmur
The Walk. Sięgając chmur (ang. The Walk 2015) – amerykański dramat biograficzny w reżyserii Roberta Zemeckisa. Scenariusz autorstwa Roberta Zemeckisa i Christophera Browne'a. 
Film został wydany 30 września 2015 roku w Stanach Zjednoczonych przez TriStar Pictures w IMAX 3D, a 9 października w wersji 2D i 3D. Poświęcony był ofiarom zamachów z 11 września 2001 roku. Film otrzymał pozytywne recenzje, ale był niepowodzeniem kasy biletowej. 

## Fabuła[2]
Film opowiada historię francuskiego artysty Philippe’a Petita, który w 7 sierpnia 1974 roku przeszedł po linie między wieżami World Trade Center. 
W 1974 roku paryski artysta uliczny Philippe Petit stara się zarabiać na życie żonglerką i chodzeniem po linie, ku wielkiemu rozczarowaniu swojego ojca. Podczas jednego występu zjada twardy cukierek, który został mu podarowany przez członka widowni i rani sobie ząb. Czytając magazyn w poczekalni u dentysty widzi zdjęcie bliźniaczych wież WTC w Nowym Jorku. Analizuje zdjęcie i postanawia, że jego misją będzie przejście po linie między dwoma budynkami. Tymczasem ojciec eksmituje go z domu, powołując się na brak dochodów i nie akceptując faktu, że jest artystą ulicznym. Philippe wraca do cyrku, gdzie po godzinach ćwiczy chodzenie po linie. Zostaje złapany przez Papę Rudy’ego, który jest zachwycony umiejętnościami żonglera. Podczas jednego z występów Philippe spotyka kobietę o imieniu Annie. Rozpoczyna się romantyczny związek. Opowiada Annie o swoim marzeniu, aby przejść między wieżami World Trade Center, a ona go wspiera i daje mu idealne miejsce do ćwiczeń w jej szkole muzycznej.
Philippe zwraca się do Papy Rudy’ego o wskazówki i porady dotyczące wiązania węzłów i liny. W tym czasie daje pierwszy występ na żywo przechodząc nad jeziorem, który kończy się niepowodzeniem, gdyż z powodu dekoncentracji wpadł do niego. Chcąc się zrehabilitować we własnych oczach, postanawia przejść po linie między wieżami 
katedry Notre Dame w Paryżu. Udaje mu się przy wsparciu kolegi fotografa Jean-Louis, ale zostaje aresztowany. 
Jean-Louis przedstawia Jeffa, kolejnego wspólnika, który boi się wysokości. Philippe i Annie, wyjaśniają swój pomysł, aby użyć łuku i strzały przywiązanych do żyłki, aby poprowadzić kabel przez wieże WTC. Następnie przyjaciele udają się do Ameryki, wyznaczając datę przejścia na 6 sierpnia 1974 roku. Philippe w przebraniu szpieguje ekipy budowlane i bada układ architektoniczny wieżowców. Niestety na trzy tygodnie przed 6 sierpnia rani sobie stopę wchodząc na gwóźdź. W pewnym momencie spotyka mężczyznę, który ujawnia, że jest fanem Philippe’a i widział go podczas występu w Notre Dame. Przedstawia się jako Barry Greenhouse, sprzedawca ubezpieczeń na życie, który pracuje w budynku, i zostaje kolejnym członkiem zespołu Philippe’a. Poznają także francuskojęzycznego sprzedawcę elektroniki JP, fotografa amatora Alberta i Davida. Philippe i jego wspólnicy kilkakrotnie omawiają plan, kończąc na założeniu, że Philippe musi rozpocząć swój występ, zanim ekipy budowlane przybędą o 7 rano.
W przeddzień wydarzenia napotyka kilka przeszkód z dostaniem się do wieży i umocowaniem lin. Jedna lina spada z dachu z dużą prędkością. Philippe upuścił też swój kombinezon. Ostatecznie ekipie udaje się zabezpieczyć liny i węzły. Philippe rozpoczyna swój występ, wyjaśniając, że wszystko wokół niego zniknęło, że jest tylko on i lina. Po raz pierwszy w życiu czuł się inaczej niż dotychczas. Z powodzeniem przechodzi między wieżami, a tłumy ludzi na ziemi podziwiają go i robią zdjęcia. Wbrew pierwotnym założeniom nie ogranicza się do jednego przejścia, ale zaczyna spacerować w tę i z powrotem. W ciągu 45 minut przeszedł trasę sześć razy. W pewnym momencie klęka na linie przed publicznością, a nawet się na niej kładzie. Przybywa policja i grozi usunięciem go helikopterem, jeśli nie zejdzie, ale Philippe kontynuuje spacer. Po zejściu z liny zostaje aresztowany, ale spotyka się z uznaniem ze strony policjantów i robotników pracujących na miejscu. 
Philippe i jego wspólnicy zostają ostatecznie wypuszczeni. On decyduje się zostać w Nowym Jorku, ale Annie postanawia podążać za swoim marzeniem i wraca do Paryża. Kierownik budowy daje Philippe’owi bezpłatne wejście na tarasy widokowe obu wież. W ostatniej scenie filmu Philippe po raz ostatni patrzy na bliźniacze wieże w tle, tłumacząc, że data ważności na jego przepustce została przekreślona i zmieniona na „na zawsze”.a

## Produkcja
23 stycznia 2014 roku Robert Zemeckis ogłosił, że chciałby wyreżyserować film na podstawie historii Philippe’a Petit, który w 1974 roku spacerował po linie między bliźniaczymi wieżami World Trade Center. Po raz pierwszy przeczytał jego historię w książce dla dzieci "The Man Who Walked Between the Towers". Na początku zastanawiał się czy takie wydarzenie w ogóle miało miejsce. Natychmiast rozpoznał potencjał filmu, opowiadając o nim: „Dla mnie miał wszystko, co chcesz w filmie. Miał interesującą postać, która prowadziła, miała obsesję i pasję. Miał wszystkie te kapryśne rzeczy. Był banitą. Było napięcie. A potem to zrobił. Rzecz przeciwną śmierci”.
Zemeckis chciał, żeby rolę Philippe’a zagrał Joseph Gordon-Levitt. W lutym 2014 roku Gordon-Levitt potwierdził, że zagra w filmie. Charlotte Le Bon, Ben Kingsley i James Badge Dale dołączyli do obsady filmu w kwietniu, a Steve Valentine i Ben Schwartz w maju tego samego roku. 6 maja 2014 roku ogłoszono, że film zostanie wydany 2 października 2015 roku. Zdjęcia rozpoczęły się 26 maja 2014 roku w Montrealu, a zakończyły się 6 sierpnia 2014 roku.
Joseph Gordon-Levitt nosił niebieskie szkła kontaktowe, by odwzorować kolor oczu odgrywanego Philippe’a Petita. Philippe Petit osobiście nauczył Gordona-Levitta, jak prawidłowo chodzić po linie. Po ośmiu dniach ćwiczeń był w stanie samodzielnie chodzić po linie. Kulminacyjne sceny nakręcono z udziałem kaskaderów. Zrekonstruowano dwie najwyższe kondygnacje wież i linę rozwieszoną dwanaście stóp nad ziemią. Aby dowiedzieć się więcej o tym, co czuł Petit, Gordon-Levitt przeszedł odległość między dwoma pomnikami World Trade Center, które znajdują się w miejscu, gdzie stały bliźniacze wieże przed atakami z 11 września 2001. Oprócz chodzenia po linie Gordon-Levitt nauczył się także płynnie mówić po francusku, doskonaląc paryski akcent wspomagany przez Le Bon i innych francuskich aktorów na planie. 
Premiera filmu odbyła się w New York Film Festival 26 września 2015 roku. Jego wczesna premiera odbyła się w IMAX 30 września 2015, a premiera kinowa w dniu 9 października 2015 roku.

## Obsada[4]
- Joseph Gordon-Levitt jako Philippe Petit
- Charlotte Le Bon jako Annie Allix
- Ben Kingsley jako Papa Rudy
- Clément Sibony jako Jean-Louis
- James Badge Dale jako Jean-Pierre
- César Domboy jako Jeff
- Ben Schwartz jako Albert
- Benedict Samuel jako David
- Steve Valentine jako Barry Greenhouse
- Mark Camacho jako Guy F. Tozzoli
- Marie Turgeon jako Matka Petita
- Patrick Baby jako Ojciec Petita